# Hans Christian Ørsted
Pour les articles homonymes, voir Oersted.
Hans Christian Ørsted (prononcé [hans kʰʁæsd̥jan ˈɶɐ̯sd̥ɛð]) (14 août 1777 à Rudkøbing – 9 mars 1851 à Copenhague), parfois écrit Œrsted, est un physicien et chimiste danois. Figure de l'âge d'or danois, il est le frère de A. S. Ørsted, 3ème premier ministre du Danemark. C'est également un bon ami de H. C. Andersen.
Ørsted est pionnier dans la mise en évidence de l'interaction entre électricité et magnétisme, et souvent considéré comme le premier à l'avoir observé en 1820, car il a grandement participé à propager le phénomène au sein de la communauté scientifique. Ørsted fut secrétaire général de la Société royale danoise des sciences de 1815 à sa mort, et présentait aussi bien ses résultats scientifiques que ceux des autres lors des réunions de la société. 

## Biographie

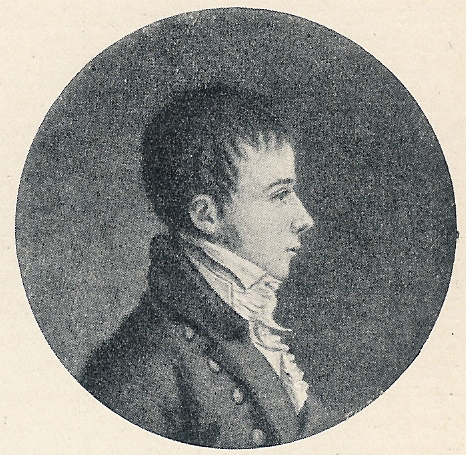
Le jeune H. C. Ørsted.

Ørsted nait à Rudkøbing en 1777. Dès son plus jeune âge, il développe un intérêt pour la chimie et l'histoire naturelle, mais aussi pour la littérature. Il est alors employé par son père, qui est apothicaire. Le jeune Ørsted et son frère A. S. Anders reçoivent tous deux une instruction à domicile, et en 1793 les deux frères prennent part aux examens d'admission de l'université de Copenhague, qu'ils réussissent avec succès. En 1796, Ørsted est recompensé pour ses essais en physique et en esthétique. Ørsted s'oriente sous l'influence de son père vers des études qui font de lui un pharmacien en 1797, alors qu'il à vingt ans. En 1799, une thèse sur le travail de E. Kant, intitulée Dissertatio de forma metaphysices elementaris naturae externae conclut son doctorat en médecine, qui aurait pu lui assurer un avenir dans le corps médical.
En 1800, l'invention de la pile voltaïque par A. Volta amène Ørsted à se pencher sur la nature de l'électricité et à réaliser ses premières expériences. En 1801, il reçoit une bourse pour poursuivre son éducation, et il parcourt l'Europe pendant 3 ans, pendant lesquels il visite les milieux scientifiques européens, dont Paris et Berlin où il rencontre entre autres G. Cuvier et J-B. Biot. En Allemagne, Ørsted rencontre J. W. Ritter, un physicien qui croyait en un lien entre l'électricité et le magnétisme. Cette théorie prend sens pour Ørsted, qui a pour doctrine le kantisme, et donc l'unité de la nature. Il étudie ensuite la physique sous l'impulsion de Ritter. En 1806, il devient professeur à l'université de Copenhague, et poursuit ses études sur les courants électriques et l'acoustique. Sous sa supervision, l'université construit de nouveaux laboratoires, et développe son quartier de physique et de chimie.
En automne 1806, Ørsted prend sous sa tutelle le jeune chimiste W. C. Zeise, qu'il loge à sa demeure familiale. Il lui offre une position de chimiste assistant. En 1812, Ørsted visite à nouveau la France et l'Allemagne, et publie deux traités, Videnskaben om Naturens Almindelige Love et Forste Indledning til den Almindelige Naturlaere.

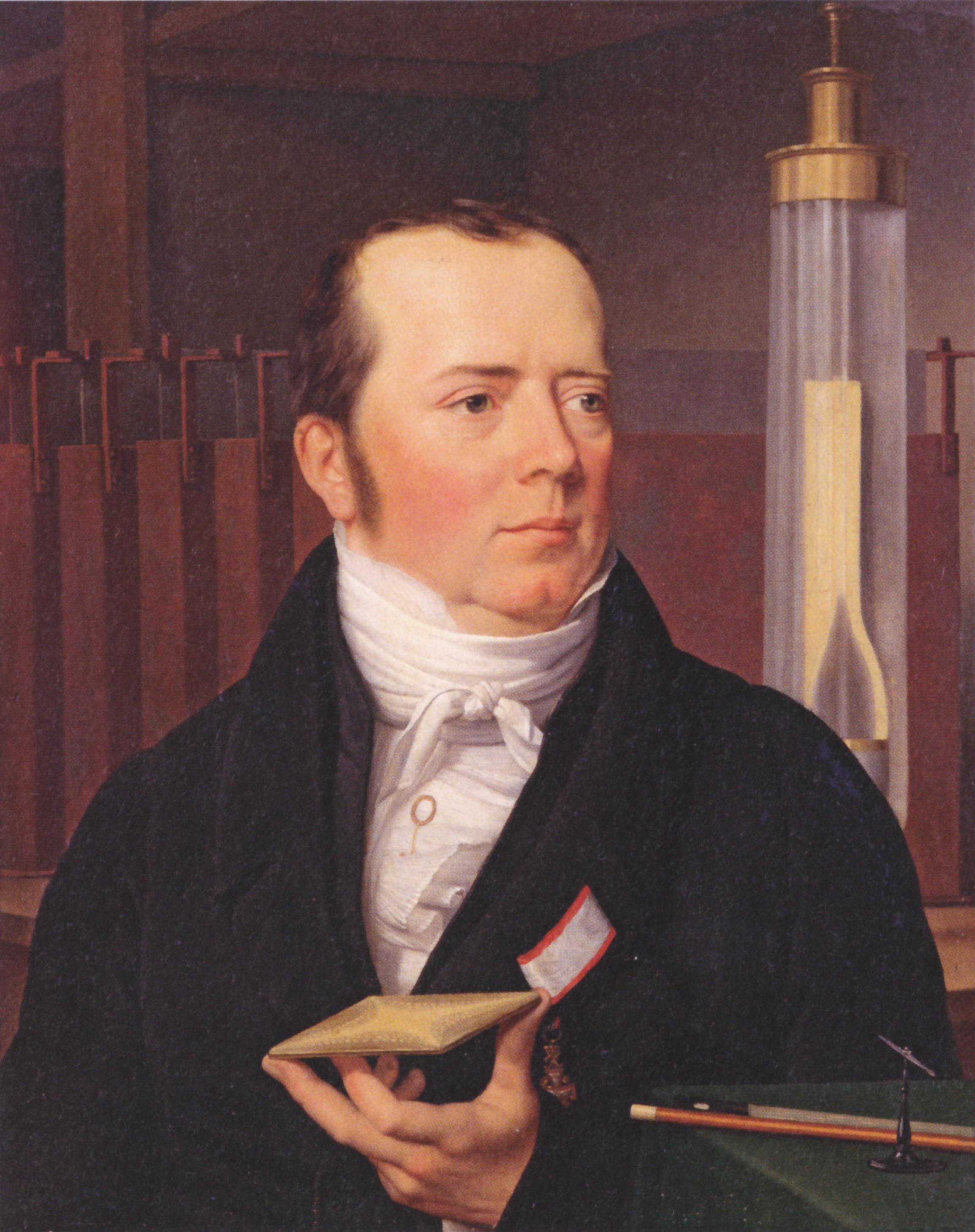
Portrait à l'huile de H. C. Ørsted par C. W. Eckersberg en 1822.

Ørsted est le premier à définir et nommer le concept d'expérience de pensée. Il emploie les mots allemands Gedankenexperiment en 1812 et Gedankenversuch en 1820. Ørsted est un des pionniers de la mise au point du piézomètre, mesurant la compressibilité des liquides. En 1819, il découvre la pipérine.
En 1820, la Royal Society décerne à Ørsted la médaille Copley. En 1822, il est fait membre étranger de l'Académie royale des sciences de Suède, et membre de la American Philosophical Society en 1829. Il devient aussi membre honoraire étranger de la American Academy of Arts and Sciences en 1849.

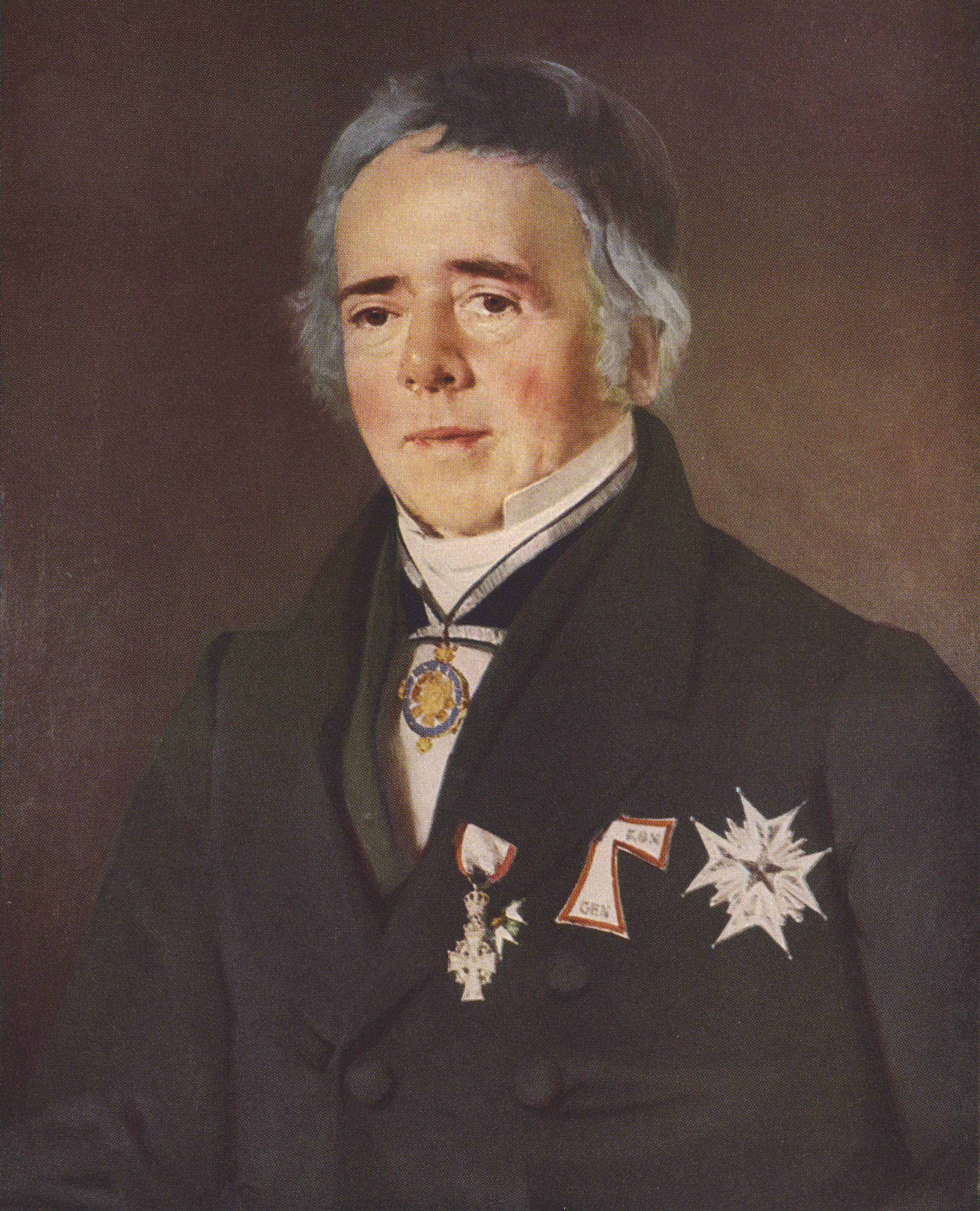
Portrait de H. C. Ørsted par C. A. Jensen. en 1842.

En 1824, Ørsted crée la société Selskabet for Naturlarens
Udbredelse (SNU) qui a pour objectif de partager au plus grand nombre les connaissances en sciences naturelles. Chaque année, cette société décerne un prix au physicien danois auteur des contributions les plus marquantes, ce depuis 1908. Il est aussi fondateur de sociétés à l'origine de l'institut météorologique du Danemark et le Patent- og Varemærkestyrelsen (l'office de brevets et marques du Danemark). En 1829, Ørsted fonde l'université Den Polytekniske Læreanstalt, plus tard renommée l'université technique du Danemark.
En 1825, Ørsted est le premier à isoler de l'aluminium sous une forme quasi pure. En 1808, H. Davy avait prédit l'existence du métal, qu'il avait nommé aluminium, mais ses tentatives de production par électrolyse n'aboutissent pas : il n'obtient qu'un alliage fer-aluminium. Ørsted isole quant à lui l'élément par une réduction de chlorure d'aluminium. Le travail d'Ørsted est continué par F. Wöhler, qui produit de la poudre d'aluminium en 1827, et ensuite des sphères d'aluminium ramolli en 1845,. En 1934, le nom d'Ørsted est choisi pour l'unité de mesure de l'intensité du champ magnétique, l'œrsted.
Ørsted était franc-maçon. Il meurt à Copenhague en 1851, à l'âge de 73 ans, et est enterré au cimetière Assistens.

## Découvertes

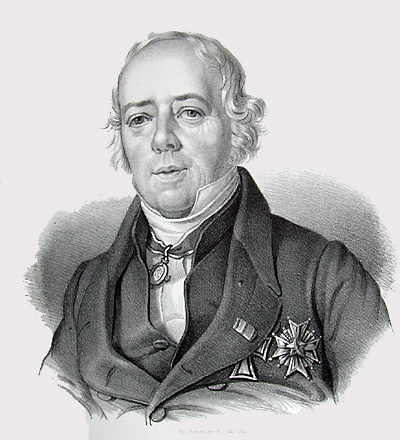
Croquis d'Ørsted.

En avril 1820, lors d'un cours d'électricité qu'il dispense à ses étudiants, Ørsted met en évidence une relation entre l'électricité et le magnétisme par une expérience : il observe qu'un fil transportant du courant est capable de mettre en mouvement l'aiguille aimantée d'une boussole. Il y a donc interaction entre les phénomènes électriques d'une part et les phénomènes magnétiques d'autre part, ce qui est révolutionnaire pour l'époque. Ørsted ne suggéra aucune explication satisfaisante du phénomène, ni n'essaya de représenter le phénomène dans un cadre mathématique. Il publie cependant le 21 juillet 1820 ses résultats expérimentaux dans un article en latin de 4 pages intitulé : Experimenta circa effectum conflictus electrici in acum magneticam. Ses écrits sont traduits et diffusés dans l'ensemble de la communauté scientifique européenne, ce qui amène à une critique de ses résultats.
En 1820, Ørsted reproduit son expérience plusieurs fois et tente d'avertir le domaine scientifique de ses découvertes. Mais les nouvelles se propagent à l'époque très lentement. La nouvelle finit tout de même par atteindre en septembre 1820 l'Académie des Sciences de Paris, et A-M. Ampère utilise les résultats d'Ørsted pour créer sa propre théorie. Elle est développée rapidement et entraîne l'émergence de l'électromagnétisme. Le succès de cette théorie contribue à la reconnaissance d'Ørsted, aussi bien dans la communauté scientifique que parmi ses propres concitoyens.

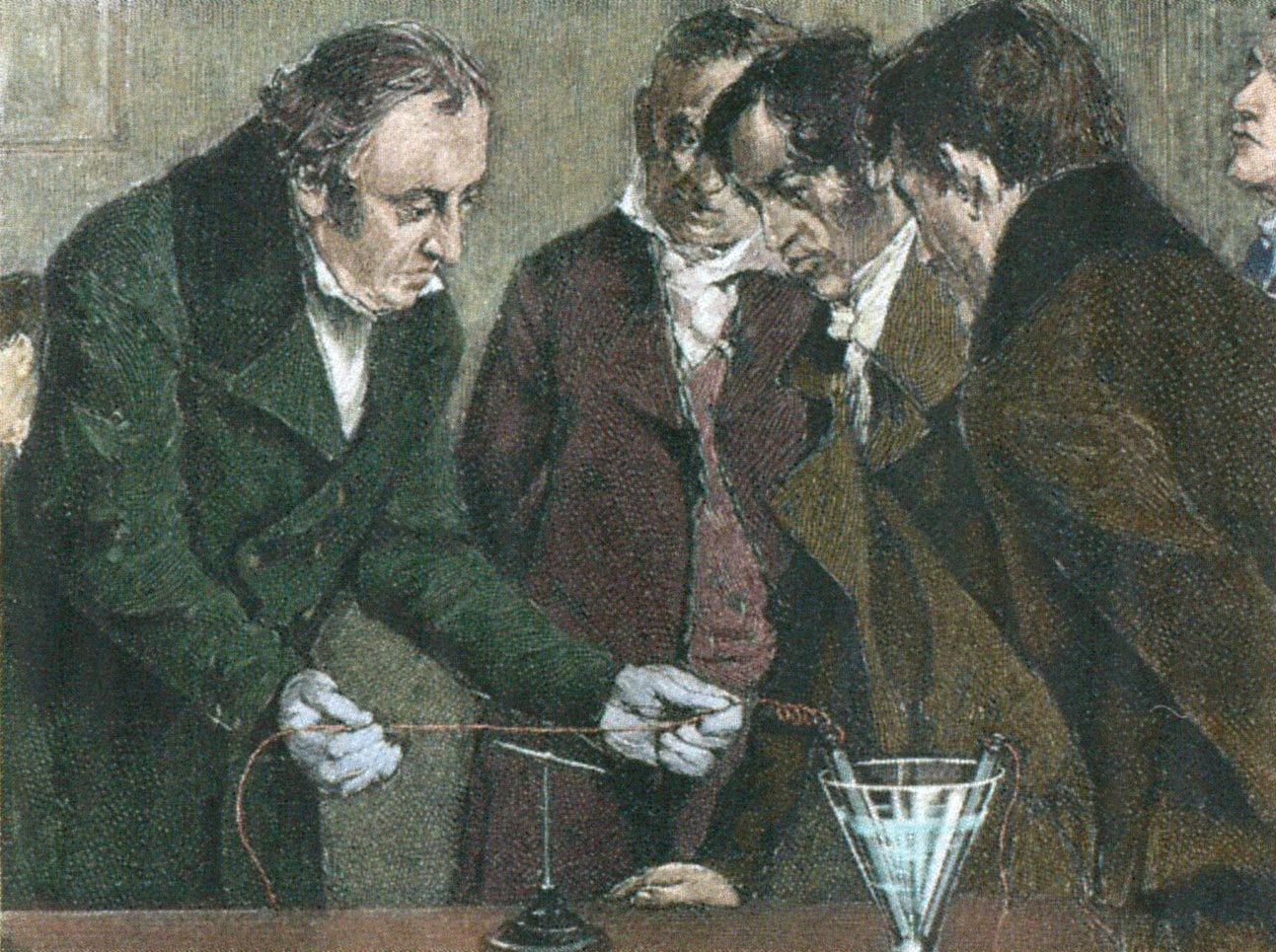
Ørsted reproduit l'expérience du courant mettant en mouvement une boussole aimantée.

## Postérité

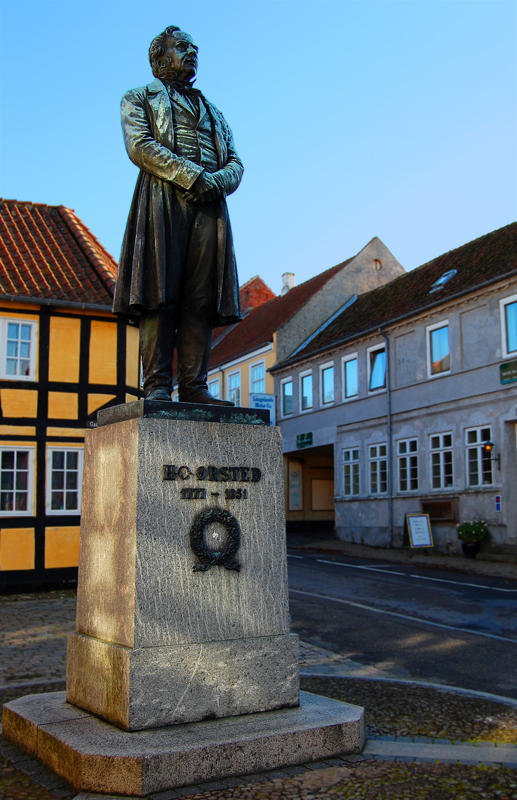
Statue de Hans Christian Ørsted à Rudkøbing au Danemark.

Deux cent mille personnes assistèrent à l'enterrement d'Ørsted. La population danoise vécut sa perte en tant qu'événement majeur et comme deuil national. Par ses découvertes et ses dons d'orateur, il avait contribué à donner une image active et positive du Danemark.
Ørsted ne fut pas la première personne à découvrir que l'électricité et le magnétisme étaient reliés. Un clerc italien, Gian Domenico Romagnosi, s'en était avisé 18 ans auparavant. Il publia sa découverte dans un journal local, mais elle resta ignorée de la communauté scientifique.
Depuis 1936, l’association américaine des professeurs de physique décerne la médaille Ørsted, qui récompense des contributions notables dans l'enseignement de la physique.
Le premier satellite danois a été baptisé du nom d'Ørsted en raison de sa mission, consistant à mesurer principalement le champ magnétique terrestre.

### Bases de données et dictionnaires
- Ressources relatives à la recherche :   - Académie royale de Belgique
  - Isidore
  - Mathematics Genealogy Project
  - Scopus
- Notices dans des dictionnaires ou encyclopédies généralistes :   - Britannica
  - Brockhaus
  - Dansk biografisk leksikon
  - Den Store Danske Encyklopædi
  - Deutsche Biographie
  - Gran Enciclopèdia Catalana
  - Hrvatska Enciklopedija
  - Internetowa encyklopedia PWN
  - Nationalencyklopedin
  - Store norske leksikon
  - Treccani
  - Universalis
  - Visuotinė lietuvių enciklopedija
- Notices d'autorité :   - VIAF
  - ISNI
  - BnF (données)
  - IdRef
  - LCCN
  - GND
  - Italie
  - CiNii
  - Espagne
  - Pays-Bas
  - Pologne
  - Israël
  - NUKAT
  - Catalogne
  - Suède
  - Vatican
  - Australie
  - Norvège